# (813) Baumeia
(813) Baumeia est un astéroïde de la ceinture principale découvert le 28 novembre 1915 par l'astronome allemand Max Wolf.
Sa désignation provisoire était 1915 YR.